# جعرور ذهبي
جعرور ذهبي (الاسم العلمي: Gerrhosaurus auritus) (بالإنجليزية: Kalahari plated lizard)‏ هو نوع من الزواحف يتبع جنس الجعرور من فصيلة الجعروريات.